# Стефан Барановський
Стефан Барановський (пол. Stefan Baranowski; 21 грудня 1817 — 1893, Гельсінки) — лінгвіст, письменник, винахідник, географ.

## Життєпис
Закінчив Петербурзький університет, де вивчав східні мови. Крім трьох східних мов освоїв кілька європейських, в тому числі скандинавських країн.
Переклав основний твір германо-скандинавської міфології збірник міфів Скандинавії Едда.
В 1842–1863 рр. — професор російської мови в університеті Гельсингфорса (тепер Гельсінки) — столиці Великого князівства Фінляндського.
В 1867 році Барановський переїхав до Сибіру, де був призначений куратором та інспектором шкіл Західного Сибіру.
Відіграв велику роль у розвитку залізничної мережі в Азійській частини Росії, розробивши проекти та обґрунтування необхідності будівництва залізниць, зокрема, з Оренбургу, через Ташкент і Самарканд до верхів'їв Аму-Дар'ї і Транссибірської залізниці від Оренбурга до Владивостока. Його праця «Про економічне значення залізниці через Центральну Азію», опублікована в Росії, на думку низки вчених мала вирішальне значення для прийняття рішення будівництва залізничної лінії, яка і нині відіграє велику роль в економічному розвитку Республіки Казахстан.
Крім численних робіт з географії, Барановський видав також географічні карти, у тому числі «Історичний атлас стародавнього світу» (Санкт-Петербург, 1843), «Короткий географічний атлас» (Петербург, 1846) і "Klimatologische karte der Erde (Ґельсингфорс 1849).
Барановському приписують винахід Планіметра. Ще до Людвіка Заменгофа, ним було представлено проект міжнародної мови у роботі "L idéographie d"une langue pour toutes les nations" (Харків 1884).